# Der stille Don (1957, Teil 1)
Der stille Don (Originaltitel: Тихий Дон, Tichi Don) ist ein sowjetischer Spielfilm in drei Teilen von Sergei Gerassimow aus den Jahren 1957 bis 1958. Der Regisseur hatte auch das Drehbuch verfasst. Es basiert auf dem gleichnamigen Roman von Michail Scholochow. Der vorliegende Artikel behandelt lediglich den ersten Teil, der am 27. März 1959 in der Bundesrepublik Deutschland in die Kinos kam. Die Teile 2 und 3 konnte man erstmals im Oktober 1968 im Ersten Deutschen Fernsehen (ARD) sehen.

## Handlung
Russland 1913. In dem abgelegenen Kosakendorf Tatarsk leben die Menschen nach ihren alten patriarchalischen Traditionen. Hier ist der junge, die Freiheit liebende Kosak Grigori Melechow aufgewachsen. Er und seine Nachbarin Axinja sind einander in Liebe zugetan, obwohl Axinja – wenn auch sehr unglücklich – mit dem jähzornigen Stepan Astachow verheiratet ist. Als dieser zu einem Manöver eingezogen wird, leben Grigori und Axinja zusammen, als wären sie ein Ehepaar. Weil dies vor den Augen der Dorfgemeinschaft geschieht, lässt es sich nicht vermeiden, dass Stepan Astachow nach seiner Rückkehr von der Untreue seiner Frau erfährt. Daraufhin bestraft er sie mit brutaler Gewalt. Aus der Freundschaft der benachbarten Familien Melechow und Astachow ist erbitterte Feindschaft geworden. Der alte Melechow bestimmt, dass sein Sohn die reiche und schöne Bauerntochter Natalja heiraten muss. Nur widerwillig fügt sich Grigori dem Willen seines Vaters; doch die Eheleute bleiben einander fremd.
Um ihre Liebe zueinander ausleben zu können, fliehen Grigori und Axinja heimlich aus dem Dorf. Es gelingt ihnen, auf dem Gut des Fürsten Listnizki Arbeit und ein neues Zuhause zu finden. Es dauert nicht lange, und Axinja bringt ein Mädchen zur Welt. 1914 bricht der Erste Weltkrieg aus, und Grigori muss als Soldat an die Front. Während seiner Abwesenheit erkrankt der Säugling und stirbt. In ihrer Verzweiflung und Einsamkeit lässt sich Axinja auf ein Abenteuer mit dem Sohn ihres Dienstherren ein. Unterdessen wird Grigori im Krieg verwundet. Nach einem längeren Aufenthalt im Lazarett bekommt er Heimaturlaub. Als er feststellt, dass seine Geliebte ihm untreu geworden ist, peitscht er den jungen Fürsten mit einer Reitpeitsche aus und kehrt zu seiner ihm angetrauten Frau nach Tatarsk zurück.

## Synchronisation
Die deutsche Synchronfassung entstand im DEFA Studio für Synchronisation in Ost-Berlin. Erika Hirsch schrieb das Dialogbuch, Ernst Dahle führte Regie, Heinz Baldin und Herbert Henke waren für den Ton verantwortlich und Iris Füssel für den Tonschnitt.
| Rolle                                   | Darsteller            | Synchronsprecher       |
| --------------------------------------- | --------------------- | ---------------------- |
| Grigori Melechow                        | Pjotr Glebow          | Eberhard Mellies       |
| Natalja, seine Frau                     | Sinaida Kirijenko     | Erika Müller-Fürstenau |
| Stepan Astachow                         | Alexander Blagowestow | Helmut Müller-Lankow   |
| Axinja, seine Frau                      | Elina Bystrizkaja     | Helga Raumer           |
| Pantelei Melechow, Grigoris Vater       | Daniil Iltschenko     | Martin Flörchinger     |
| Iljinitschna, Grigoris Mutter           | Anastassija Filippowa | Lotte Loebinger        |
| Pjotr, Grigoris Bruder                  | Nikolai Smirnow       | Heinz Voss             |
| General Nikolai Alexejewitsch Listnizki | Alexander Schatow     | Werner Schulz-Wittan   |
| Jewgeni, sein Sohn                      | Igor Dmitrijew        | Hubert Suschka         |
| Stockmann                               | Wiljam Schatunowski   | Gerry Wolff            |
| Mitka Korschunow                        | Boris Nowikow         | Walter Jupé            |
| Michail Koschewoi                       | Gennadi Karjakin      | Hans-Joachim Martens   |

## Kritik
„1955-57 setzte Sergej Gerassimow den monumentalen Kosaken-Roman ‚Der stille Don‘ von Scholochow um, ein episches - in der DDR lief der Film als Dreiteiler von insgesamt 336 Minuten Spieldauer, in der Bundesrepublik wurde nur der 1. Teil in die Kinos gebracht, Teil 2 und 3 fanden ihre Aufführung ein Jahrzehnt darauf in der ARD - und ungemein ehrgeiziges Werk. Gerassimows Trilogie schildert in starken Bildern und faszinierender Detailtreue das Schicksal eines Kosakens während der Spätphase des untergehenden Zarenreichs bis zum endgültigen Sieg des Bolschewismus’. Dabei vermied der Regisseur plakative, prokommunistische Anbiederung, sondern schilderte seinen Protagonisten als Wanderer zwischen zwei durch die Historie ihm aufgezwungene Welten und deren Systeme. Auch das neue System wird nicht verklärt, in Gerassimows Epos wird Charakterschwäche und Amoral wie in der Romanvorlage durch den ‘neuen sozialistischen Menschen’ nicht beseitigt.“

Das Lexikon des internationalen Films zieht folgendes Fazit: „Fern aller Schwarzweißmalerei vermeidet der Film fast ebenso sehr wie der Roman «die Idealisierung der siegreichen Bolschewiki durch die ungeschminkte Bloßlegung der moralischen und charakterlichen Schwächen auch und gerade der Kommunisten» (Kindlers Literatur Lexikon). Der mit gewaltigem Aufwand in Szene gesetzte Sechsstundenfilm überzeugt am meisten in den vorzüglich gestalteten dialoglosen Außenaufnahmen.“ Lobend äußert sich auch der Evangelische Film-Beobachter: „Ein Drama der Leidenschaft, das vor allem durch die Kraft und Fülle seiner Menschenbilder überzeugt.“ Die Filmbewertungsstelle Wiesbaden erteilte dem Werk das Prädikat «Wertvoll».

## Quelle
- Programm zum Film: Das Neue Film-Programm, erschienen im gleichnamigen Verlag, Mannheim, Nr. 4337

## Fortsetzung
- Der stille Don (1957, Teil 2)
- Der stille Don (Teil 3)